# 480i
480i là hệ video độ nét chuẩn ban đầu được sử dụng trong lĩnh vực phát sóng truyền hình ở hầu hết các quốc gia trên thế giới ở những nơi tần số thuận tiện cho phân phối điện ở 50 Hz. Do có mối liên kết khá chặt chẽ với hệ thống mã hóa màu sắc nên nó được gọi đơn giản là NTSC khi so sánh với đối thủ mã hoá màu sắc là PAL và SECAM 576i 60 Hz. Trong các ứng dụng kĩ thuật số nó thường được gọi là "480i"; còn tương tự mặt đất gọi là "525 dòng", và tỉ lệ khung hình trong truyền dẫn tương tự thường là 4:3 và trong truyền dẫn kĩ thuật số là 16:9.